# Vogal quase anterior quase fechada não arredondada
A vogal quase anterior quase fechada não-arredondada, também chamada vogal anterior quase fechada não-arredondada é um tipo de som vocálico usado em algumas línguas. O símbolo usado no Alfabeto Fonético Internacional para representar este som é ⟨ɪ⟩, e é representada no X-SAMPA também como ⟨I⟩.

## Características
- É uma vogal quase anterior porque sua articulação se situa algo centralizada, mas próxima à parte mais adiante da boca possível sem formar uma constrição que a classificaria como consoante.
- É uma vogal quase fechada porque a língua é não é posicionada perto o bastante do céu da boca para ser considerada uma vogal fechada.
- É uma vogal não-arredondada porque os lábios não são arredondados.